# ملکه جونگ‌سون
ملکه جونگ سون (کره‌ای: 정순왕후 김씨؛ ۲ دسامبر ۱۷۴۵ – ۱۱ فوریه ۱۸۰۵) نام پسامرگی بود که به همسر و دومین ملکه هم‌نشین یی گوم، پادشاه یونگ‌جو، بیست و یکمین پادشاه چوسان اعطا شد. او ملکه همسر چوسان از سال ۱۷۵۹ تا زمان مرگ همسرش در سال ۱۷۷۶ بود و سپس از او با عنوان ملکه بیوه یه‌سون (کره‌ای: 예순왕대비) در دوران پادشاهی نوه ناتنی‌اش یی سان، پادشاه جونگ‌جو و با عنوان ملکه بزرگ بیوه یه‌سون (کره‌ای: 예순대왕대비) در دوران پسر نوه ناتنی‌اش یی گونگ، پادشاه سونجو تجلیل شد.

## در فرهنگ عامه
- بازی شده توسط کیم یونگ سون در مجموعه تلویزیونی سال ۱۹۸۸ ام‌بی‌سی، شرح حال بانو هه گیونگ
- بازی شده توسط کیم جا اوک در مجموعه تلویزیونی سال ۱۹۹۱ کی‌بی‌اس۱، راه سلطنتی
- بازی شده توسط لی این هه در مجموعه تلویزیونی سال ۱۹۹۸ ام‌بی‌سی، راه پادشاهی
- بازی شده توسط کیم یونگ ران در مجموعه تلویزیونی سال ۲۰۰۰ کی‌بی‌اس۲، رمان: توصیه‌هایی در مورد حکمرانی
- بازی شده توسط یوم جی یون در مجموعه تلویزیونی سال ۲۰۰۱ ام‌بی‌سی، هونگ گوک یونگ
- بازی شده توسط کیم ئه ری در مجموعه تلویزیونی سال ۲۰۰۷ کی‌بی‌اس، توطئه در دربار
- بازی شده توسط کیم هی جونگ در مجموعه تلویزیونی سال ۲۰۰۷ سی‌جی‌وی تی‌وی، هشت روز تلاش برای ترور پادشاه جونگ‌جو
- بازی شده توسط کیم یو جین در مجموعه تلویزیونی سال ۲۰۰۷ ام‌بی‌سی، ایسان
- بازی شده توسط یون مین جو موزیکال سال ۲۰۰۷، شاه جونگ‌جو
- بازی شده توسط ایم جی اون در مجموعه تلویزیونی سال ۲۰۰۸ اس‌بی‌اس، نقاش باد
- بازی شده توسط گوم دان بی در مجموعه تلویزیونی سال ۲۰۱۱ اس‌بی‌اس، بک دونگ سو دلاور
- بازی شده توسط ها سونگ ری در مجموعه تلویزیونی سال ۲۰۱۴ اس‌بی‌اس، در مخفی
- بازی شده توسط هان جی مین در فیلم سال ۲۰۱۴، برخورد مرگبار
- بازی شده توسط سو یه جی در فیلم سال ۲۰۱۵، تخت پادشاهی
- بازی شده توسط جانگ هی جین در مجموعه تلویزیونی سال ۲۰۲۱ ام‌بی‌سی، سرآستین قرمز